# Rinul Posterior

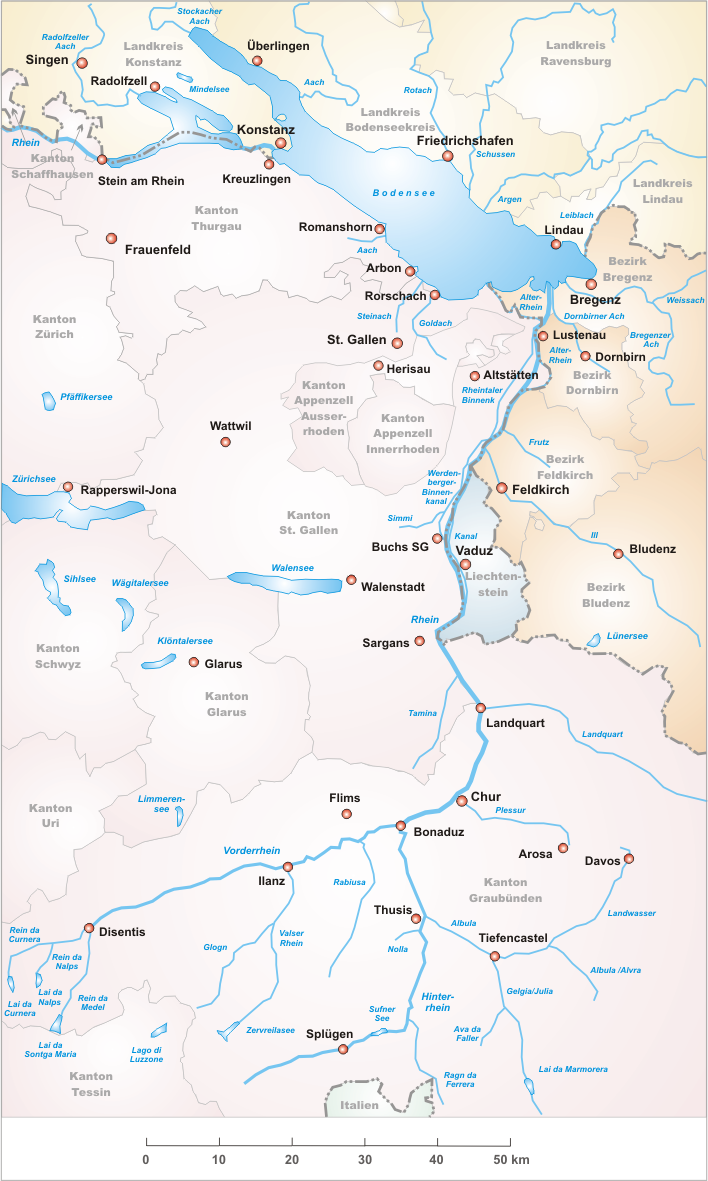
Rinul

Rinul Posterior (germană Hinterrhein sau Rein Posteriur) este unul din ramurile de origine ale Rinului, el se află situat în cantonul Graubünden. Izvorul se află pe versanții piscurilor Rheinwaldhorn, Güferhorn și Rheinquellhorn. Rinul Posterior în localitatea Reichenau GR confluează cu Rinul Anterior formând Rinul.

## Cursul
Rinul Posterior, are lungimea de 62 km, fiind ceva mai scurt ca Rinul Posterior care are 76 km lungime. La izvorul lui se poate ajunge în ca. 4 ore pe o cărare care pornește din satul Hinterrhein.

## Valea
Valea Rinului Posterior, este subîmpărțită în 
- Rheinwald (lat. vallis rheni; Valrain), cu comuna Splügen GR,  și care se află amonte de
- Schams (retoramnă: Val Schons), cu comuna Andeer
- Domleschg (retoramnă: Tumleastga), Heinzenberg (Graubünden) cu comuna Thusis.

Aceste trosoane a văii sunt legate între ele prin cheile Via Mala. Regiunea superioară a văii este legat prin pasul San-Bernardino-Pass cu Tessin, iar din Splügen, prin pasul Splügenpass se poate ajunge în Chiavenna, provincia Sondrio. Din Thusis șoseaua se bifurcă spre trecătorile Albulapass și Julierpass spre Davos.

## Afluenți
- Usser Teiltobel Bach (stânga)
- Höhbergtobel (stânga)
- Weissbach (stânga)
- Grattobel (dreapta)
- Brunstbach (stânga)
- Schgräjendbach (dreapta)
- Maseggbach (dreapta)
- Plattenbach (stânga)
- Räppierbach (stânga)
- Kappelbach (dreapta)
- Altnerschbach (stânga)
- Areuabach (rechts)
- Hoflibach (stânga)
- Chratzlibach (dreapta)
- Függschtobelbach (stânga)
- Tambobach (dreapta)
- Hüscherenbach (dreapta)
- Stutzbach (stânga)
- Strahlentobelbach (dreapta)
- Wissbach (stânga)
- Steilerbach (stânga)
- Töbeli (stânga)
- Surettabach (dreapta)
- Lungbach (stânga)

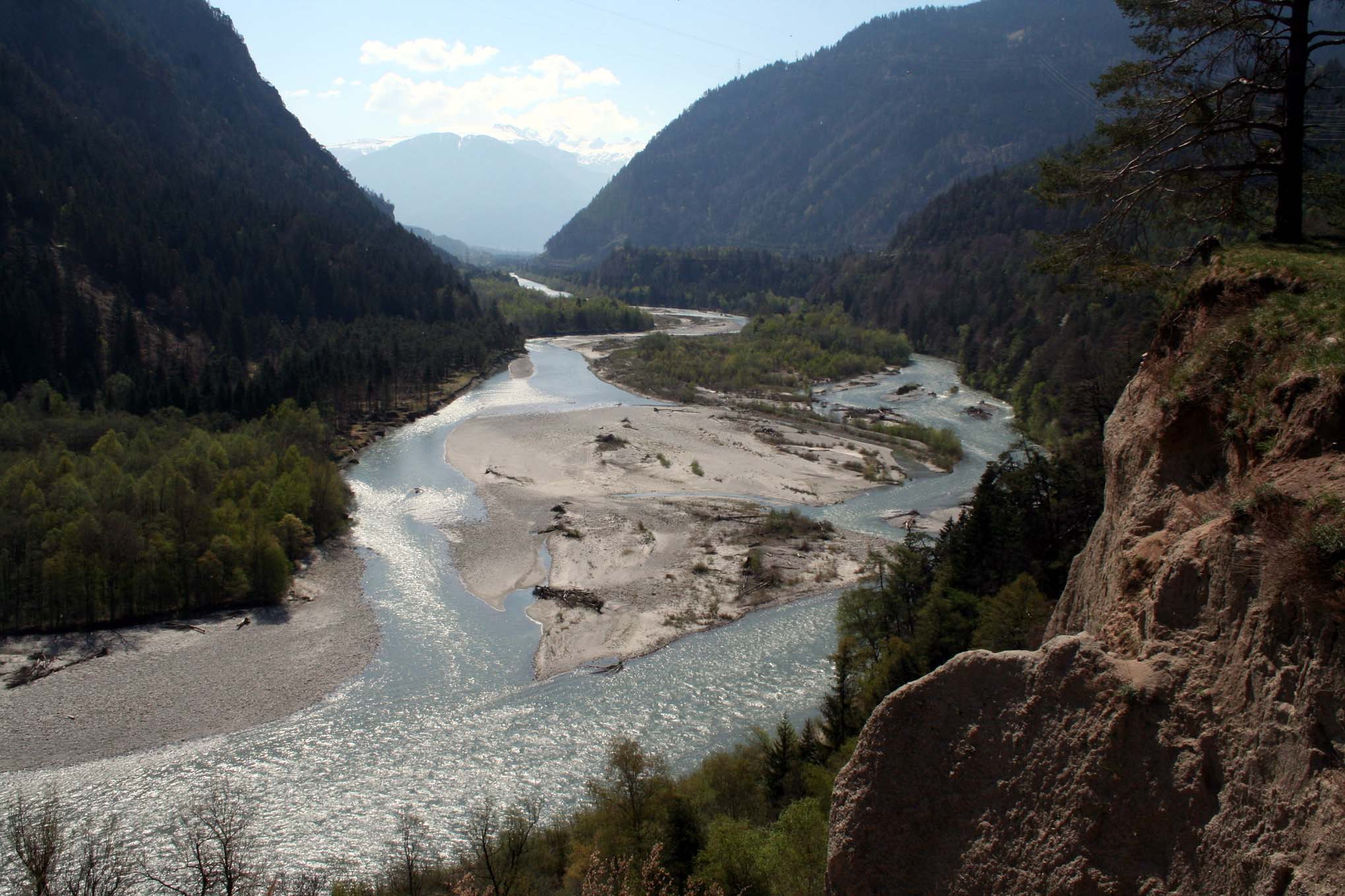
Rinul Posterior la Rhäzüns

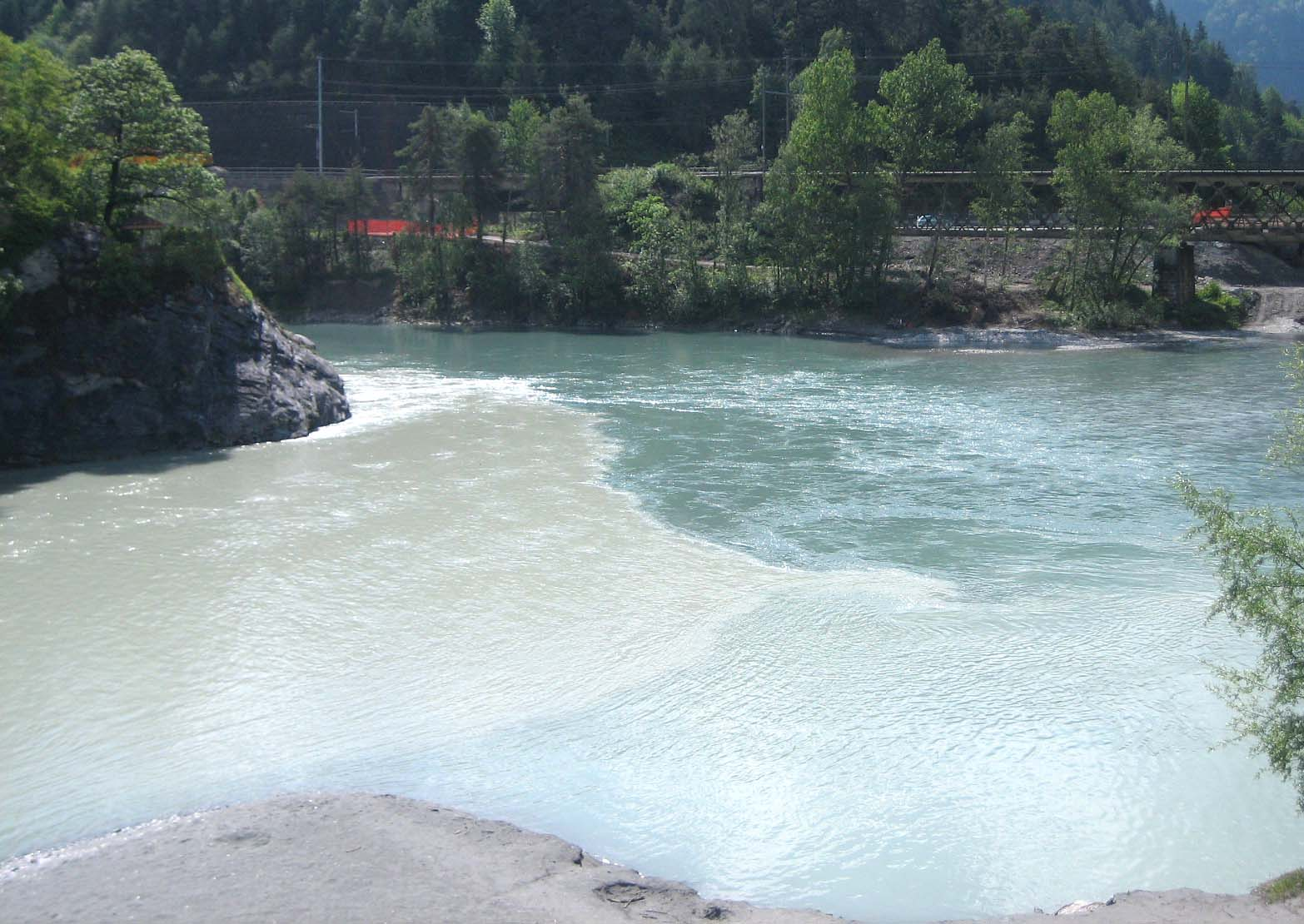
Confluența Rinului Posterior cu Rinul Anterior

- Averser Rhein (Ragn da Ferrera) (dreapta)
- Ual da Pignia (dreapta)
- Fundogn (stânga)
- Ual  da Suden (stânga)
- Plattera (stânga)
- Ual da Reischen (dreapta)
- Nolla (stânga)
- Albula (dreapta)
- Scharanser Tobel (dreapta)
- Caznerbach (stânga)
- Almenser Tobel (dreapta)
- Tomilser Bach (dreapta)
- Val da Treps (dreapta)